# Carina Thomas
Carina Thomas (29 de agosto de 1958) es una deportista neerlandesa que compitió en judo. Ganó dos medallas de plata en el Campeonato Europeo de Judo en los años 1976 y 1977.

## Palmarés internacional
| Campeonato Europeo | Campeonato Europeo | Campeonato Europeo | Campeonato Europeo |
| Año                | Lugar              | Medalla            | Categoría          |
| ------------------ | ------------------ | ------------------ | ------------------ |
| 1976               | Viena (Austria)    | Medalla de plata   | Abierta            |
| 1977               | Arlon (Bélgica)    | Medalla de plata   | –61 kg             |